# Timur Dibirow
Timur Anatoljewicz Dibirow (ros. Тимур Анатольевич Дибиров) (ur. 30 lipca 1983 w Pietrozawodsku), rosyjski piłkarz ręczny, reprezentant Rosji. Gra na pozycji lewoskrzydłowego. Obecnie występuje w macedońskim Wardarze Skopje. W 2017 odznaczony Medalem za Zasługi dla Republiki Macedonii.

## Sukcesy
- Mistrzostwo Rosji:
  -  2005, 2006, 2007, 2008, 2009, 2010
- Puchar Rosji:
  -  2009, 2010
- Puchar Zdobywców Pucharów:
  -  2006

## Nagrody indywidualne
- najlepszy lewoskrzydłowy Mistrzostw Świata 2013